# تشانغ لين (عداء مشي)
تشانغ لين هو عداء مشي صيني، ولد في 11 نوفمبر 1993.

## وصلات خارجية
- تشانغ لين على موقع الاتحاد الدولي لألعاب القوى (الإنجليزية)
- تشانغ لين على موقع اللجنة الأولمبية الصينية (الإنجليزية)